# ZiL-157
ZiL-157 là một loại xe tải đa dụng có trọng tải 2,5 tấn, động cơ 5,6 lít, công suất 109 mã lực, hệ truyền động 6x6 của Liên Xô. Xe được chế tạo trong thời gian từ 1958 đến 1961.

## Lịch sử
ZIL-157 bắt đầu được sản xuất vào năm 1958, dựa trên xe tải ZIL-164, để thay thế cho ZIL-151
Xe tải ZIL-157  hầu hết được dành cho Hồng quân sử dụng, nhưng nó cũng phổ biến với các nước XHCN và các công ty lâm nghiệp, do đó cũng được sử dụng làm xe chở gỗ, cụ thể là phiên bản bán tải ZIL-157V. Năm 1978, việc sản xuất xe tải được chuyển đến Novouralsk bởi công ty UamZ. Công ty UamZ tiếp tục sản xuất xe tải này ngay cả khi Liên Xô sụp đổ cho đến năm 1994.
Khoảng 797.934 xe tải đã được sản xuất bởi nhà máy Lichachev và hơn 160.000 xe tải nữa ở nhà máy UamZ.  Chiếc xe tải này cũng được sản xuất tại Trung Quốc với tên gọi Jiefang CA30 cho đến năm 1986.
Cả ZiL-157 lẫn CA-30 đều được Quân đội Nhân dân Việt Nam sử dụng nhiều trong Chiến tranh Việt Nam và các cuộc chiến tranh biên giới sau đó để vận tải binh sĩ và quân nhu.

## Biến thể
- ZIL-157 (ЗИЛ-157) - Xe tải chở hàng, sản xuất 1958 - 1961[2]
- ZIL-157E - Như ZIL-157, nhưng không có bệ chở hàng, hai thùng nhiên liệu và không có giá đỡ bánh xe dự phòng.
- ZIL-157G - Như ZIL-157, nhưng có nắp che bộ phát điện.
- ZIL-157K (ЗИЛ-157К) - Xe tải chở hàng, sản xuất 1962 - 1978.[2] Phiên bản hiện đại hóa của ZIL-157.

- ZIL-157KV (ЗИЛ-157КВ) - Xe rơ moóc, được sản xuất 1962 - 1978. Phiên bản hiện đại hóa của ZIL-157V.

- ZIL-157KD (ЗИЛ-157КД)[4] -  Xe tải chở hàng 5 tấn, được sản xuất từ năm 1978.[2] Phiên bản hiện đại hóa của ZIL-157K.

- ZIL-157KDV (ЗИЛ-157КДВ) - Xe rơ moóc, được sản xuất từ năm 1978. Phiên bản hiện đại hóa của ZIL-157KV.

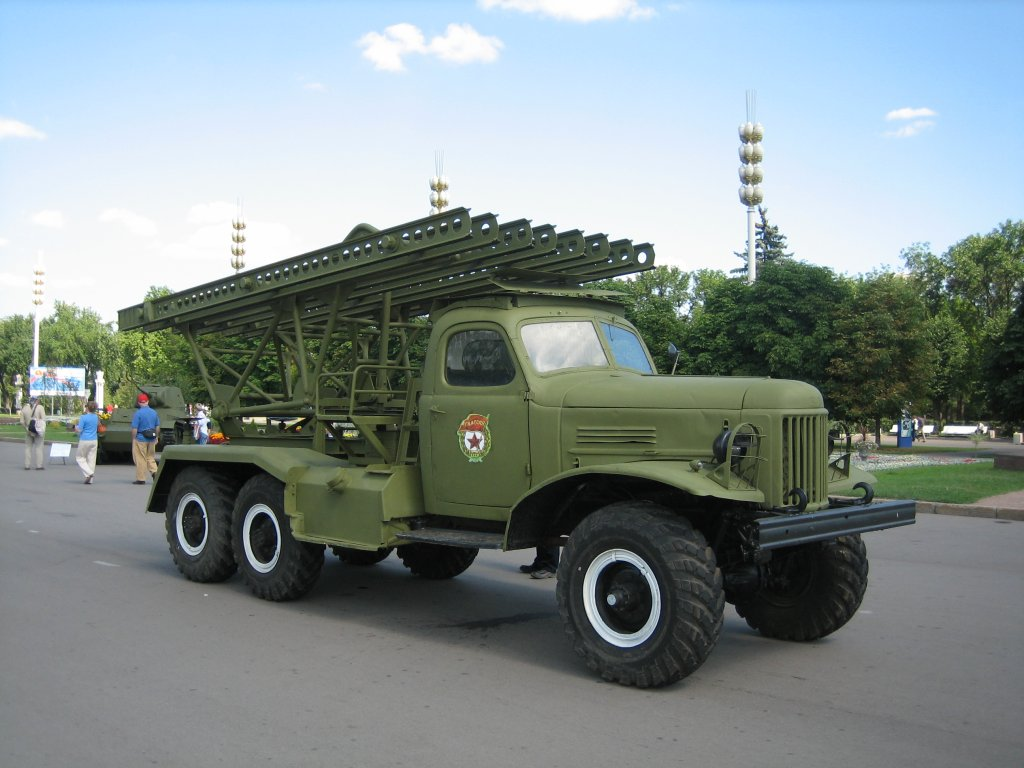
BM-13

- ZIL-157L -Phiên bản nguyên mẫu của ZIL-157 có hệ thống lái trợ lực. Sản xuất năm 1958, bị hủy bỏ do trục trặc hệ thống treo trước và hệ thống lái.
- ZIL-157V - Phiên bản xe đầu kéo. Sản xuất 1958-1961.
- ZIL-165 - Nguyên mẫu cho ZIL-131. Sản xuất năm 1958.

## Phương tiện phát triển dựa trên ZIL-157
- KMM (колёсный механизированный мост КММ) - Xe công binh cầu của Liên Xô trên khung xe ZIL-157[5]
- KUNG -1M - Xe tải quân đội
- PMZ-27/PMZ-56A  - Xe cứu hỏaXe buýt "Progress-7" dựa trên khung gầm ZIL-157

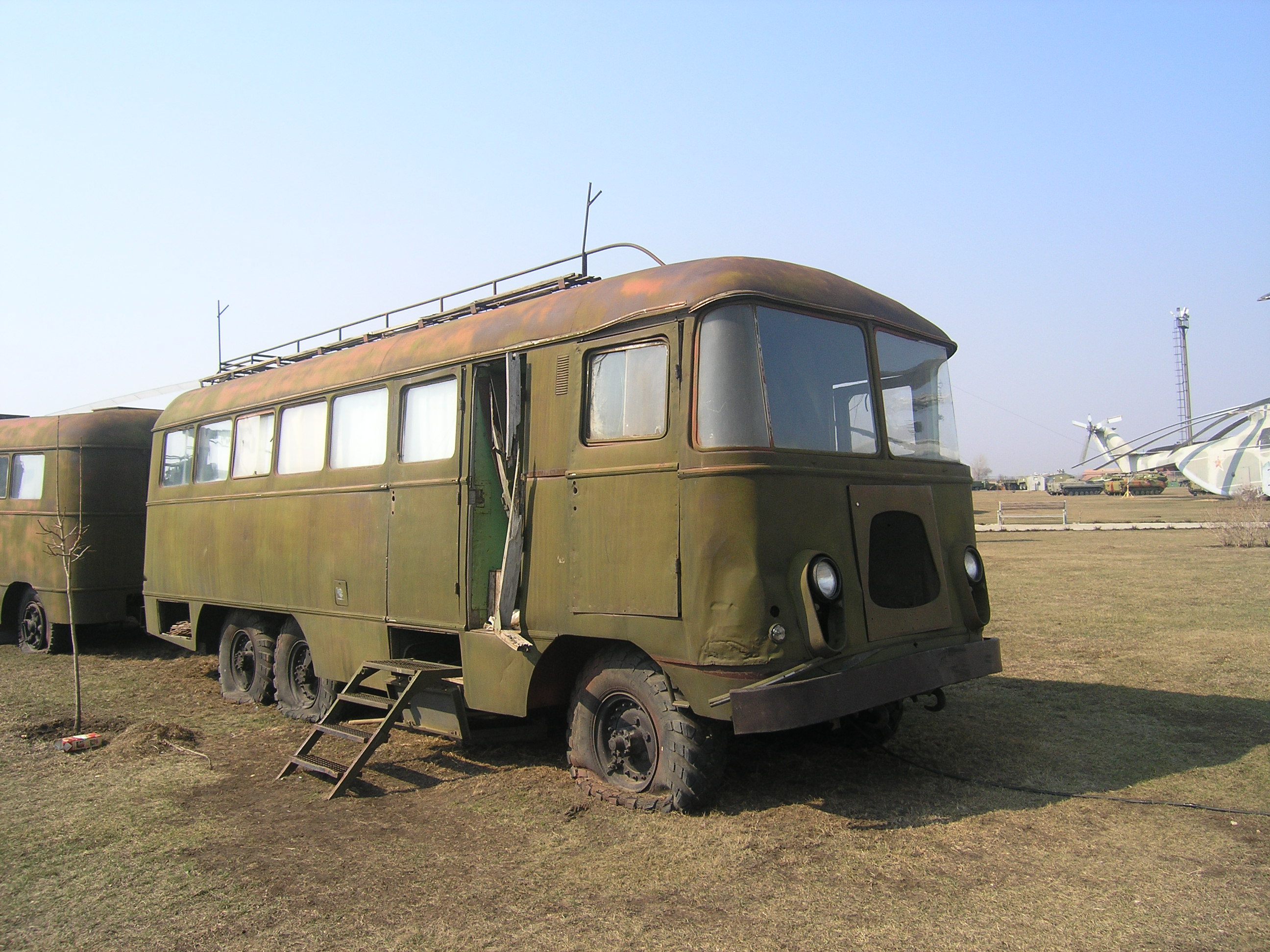
Xe buýt "Progress-7" dựa trên khung gầm ZIL-157

- ZIL-4311  - Nguyên mẫu được phát triển để thay thế ZIL-157
- JIEFANG CA-30 - Phiên bản xe tải của Trung Quốc dựa trên ZIL-157.
- "Progress" - Phiên bản xe buýt dựa trên khung gầm ZIL-157.
- BM-13 - Hệ thống pháo phản lực phóng loạt đặt trên khung gầm ZIL-157.

## Nhà khai thác
- Liên Xô
- Việt Nam
- Trung Quốc
- Cộng hòa Dân chủ Nhân dân Triều Tiên[6]

## Thư viện ảnh

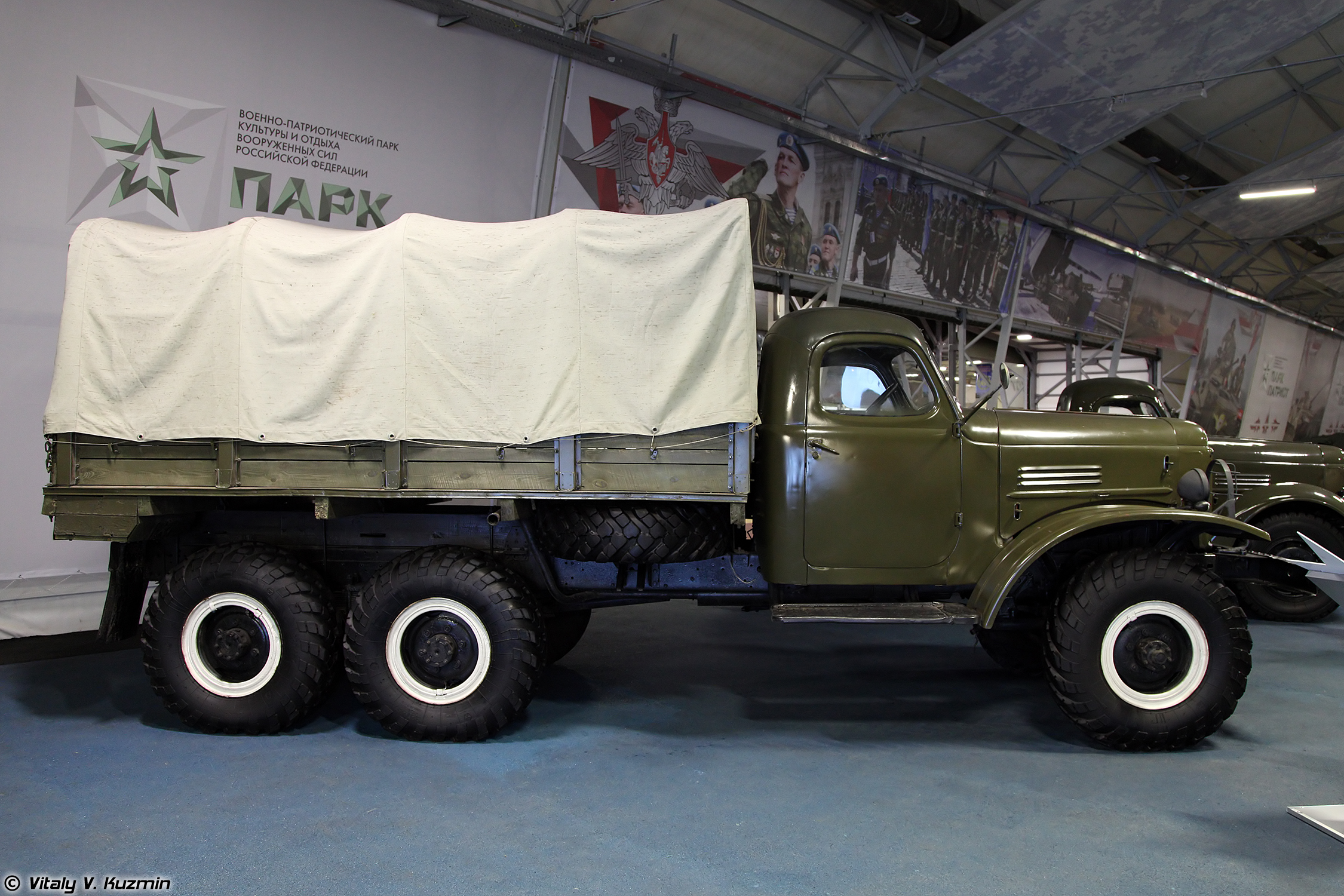
ZIL-157KD
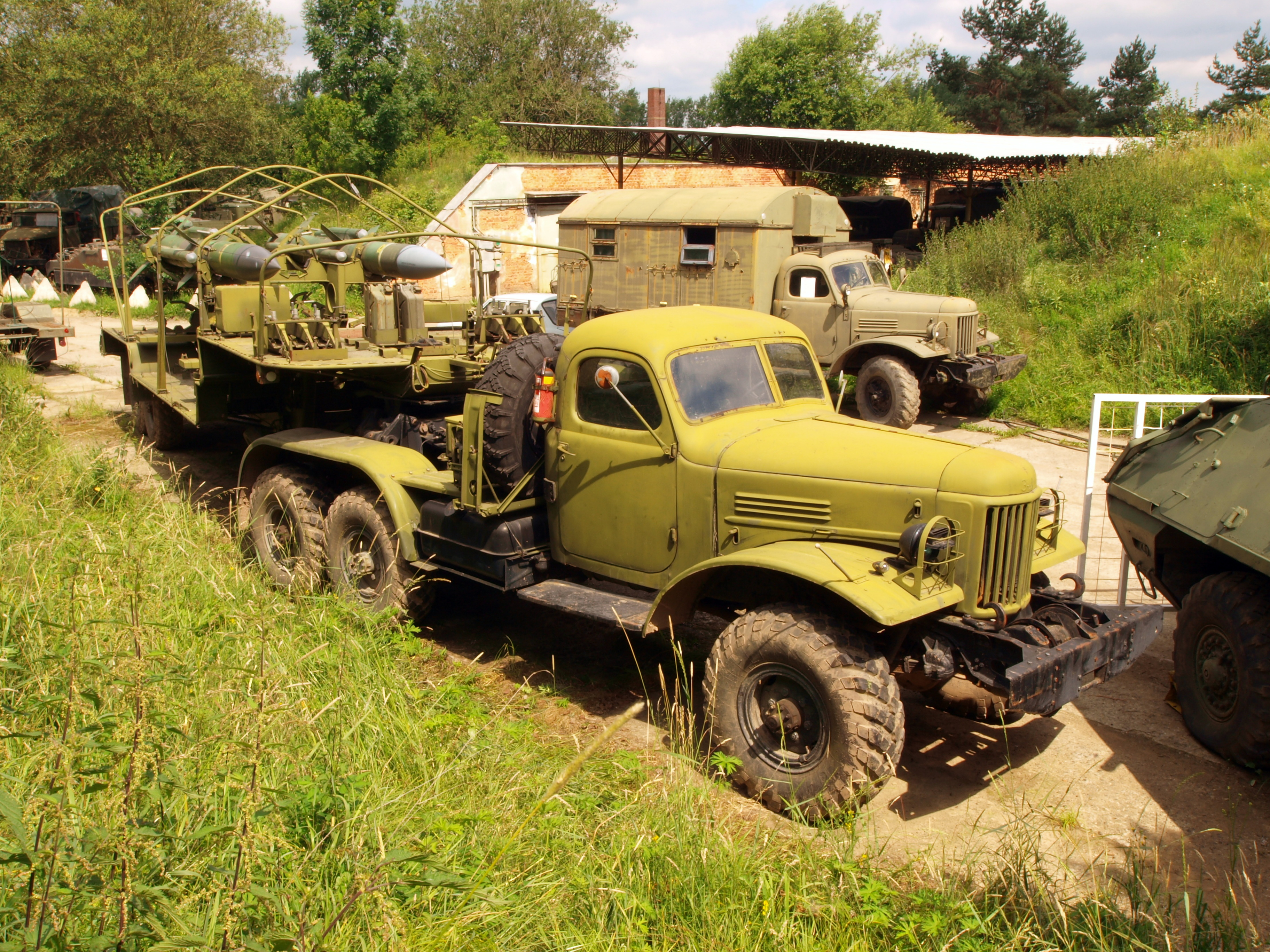
ZiL-157V vận chuyển tên lửa phòng không Volkhov 6009.
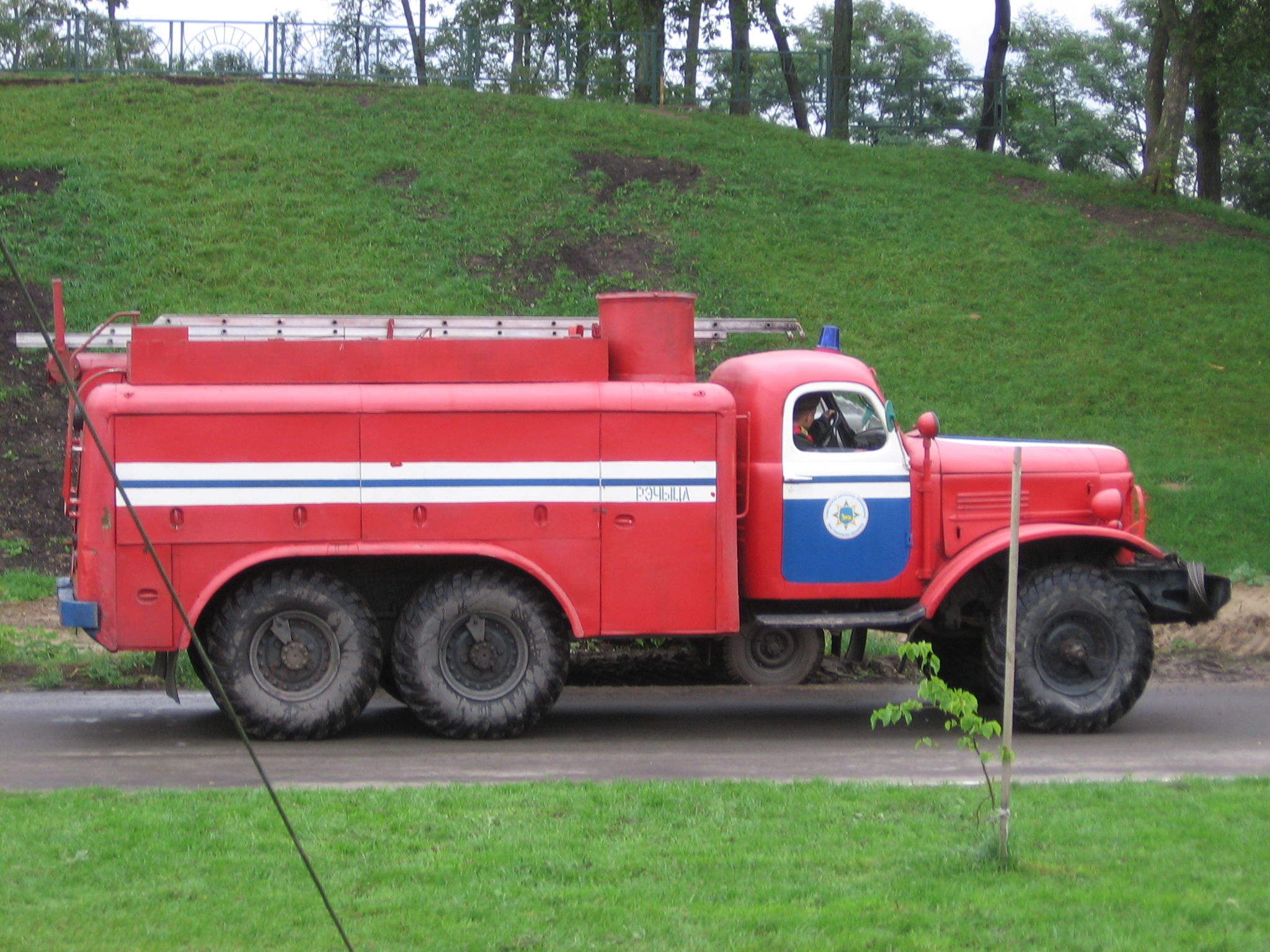
Xe cứu hỏa dựa trên ZIL-157
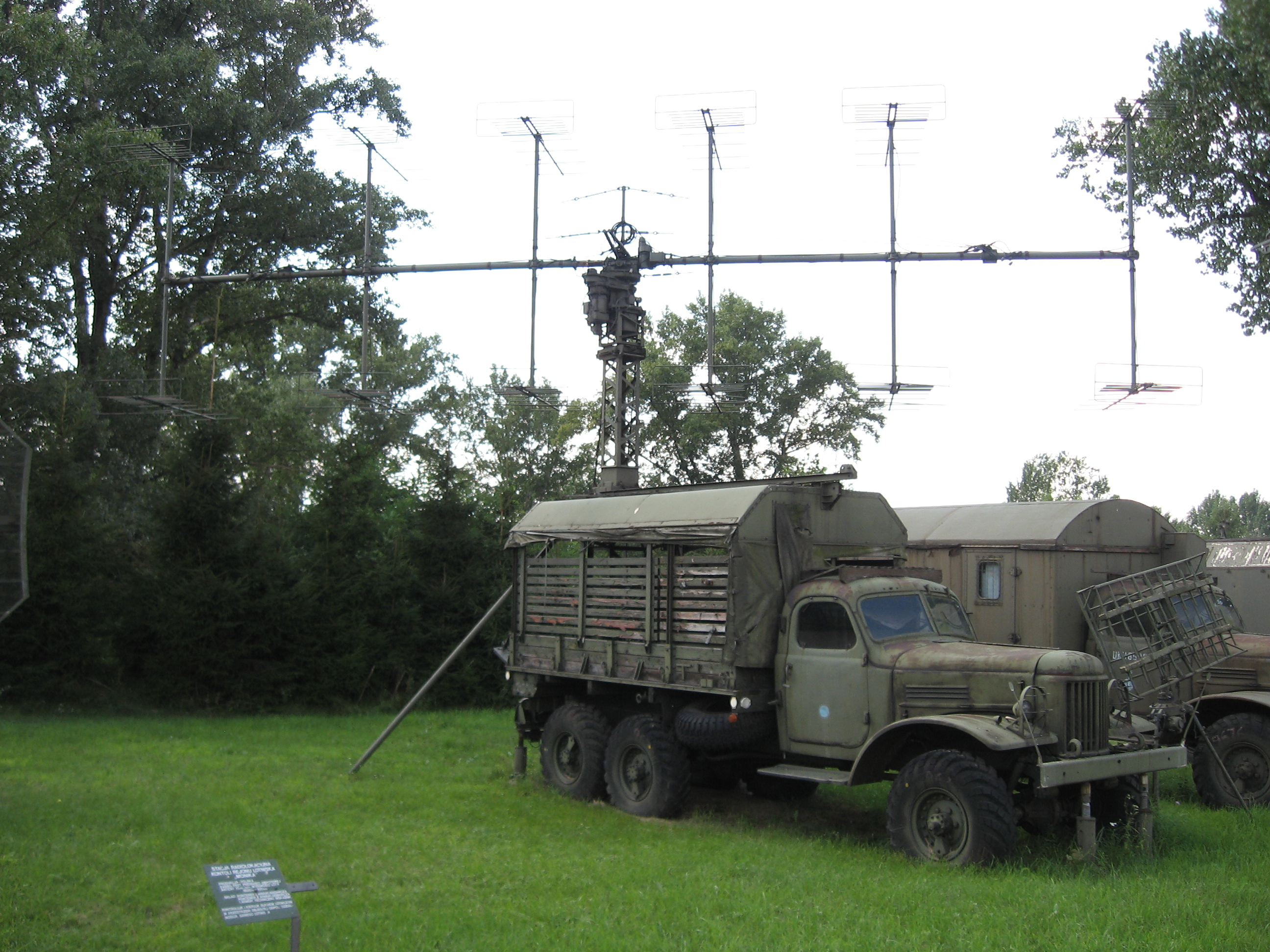
Rada lắp đặt trên ZIL-157
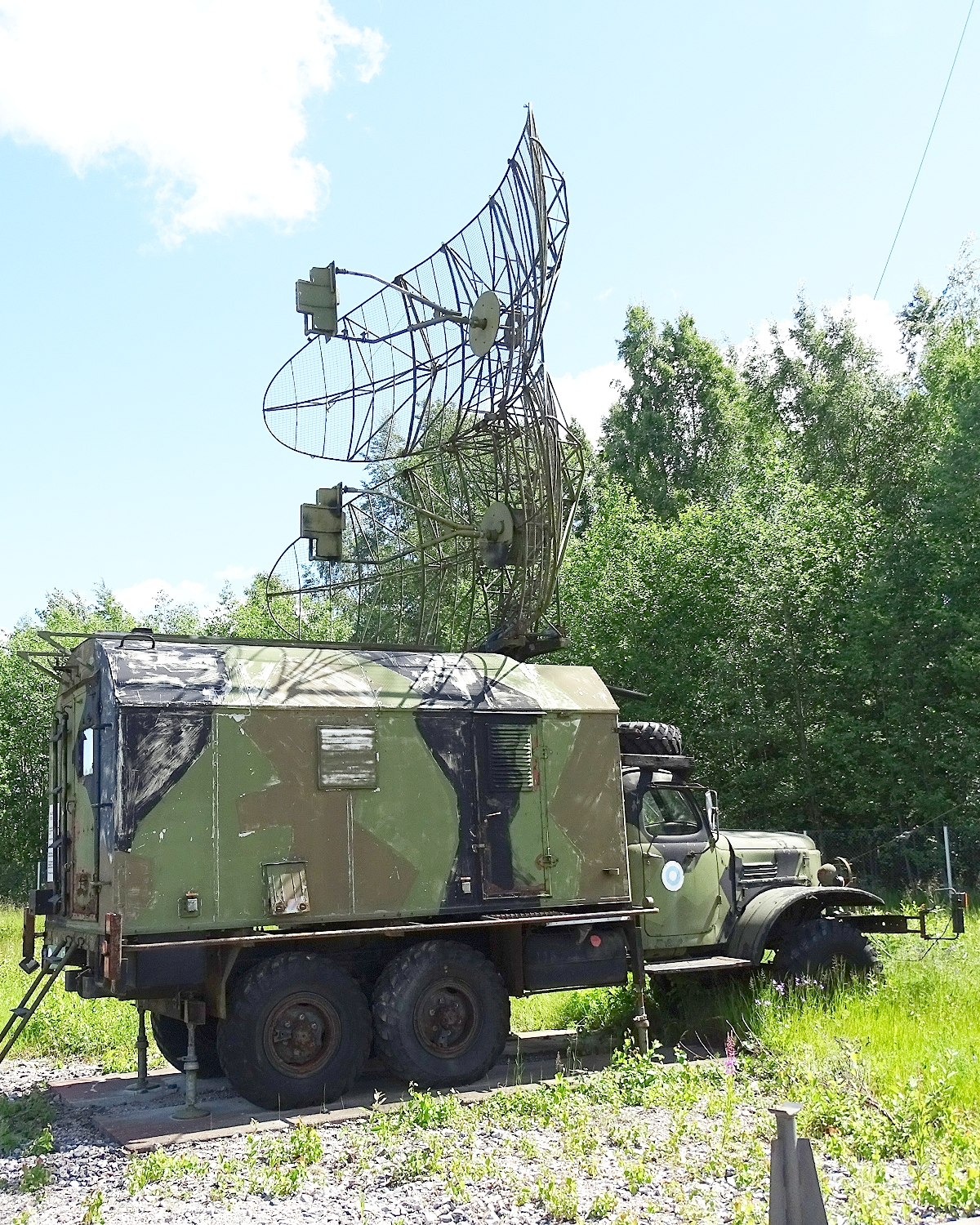
P15 Radar trên ZIL-157
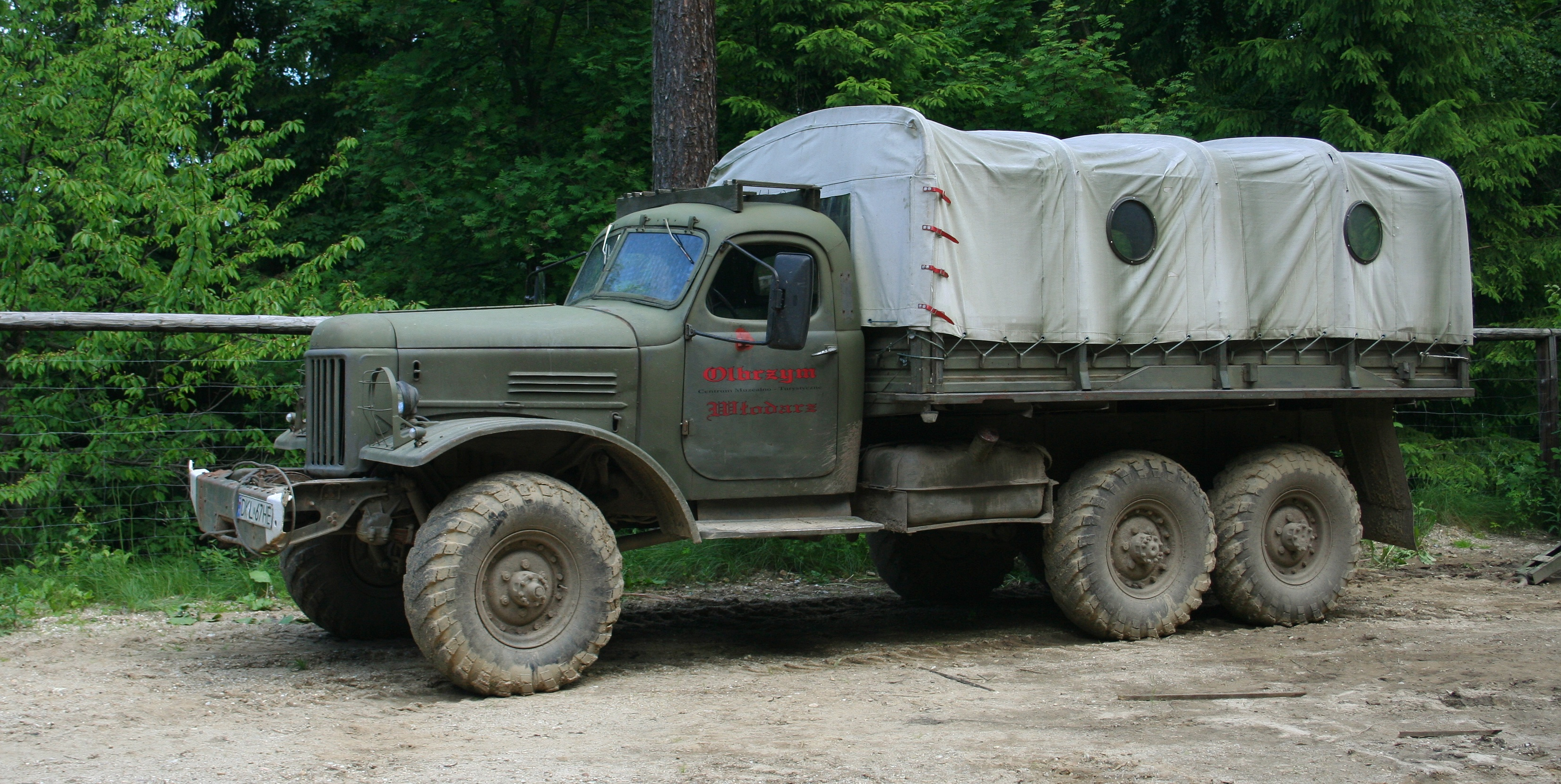
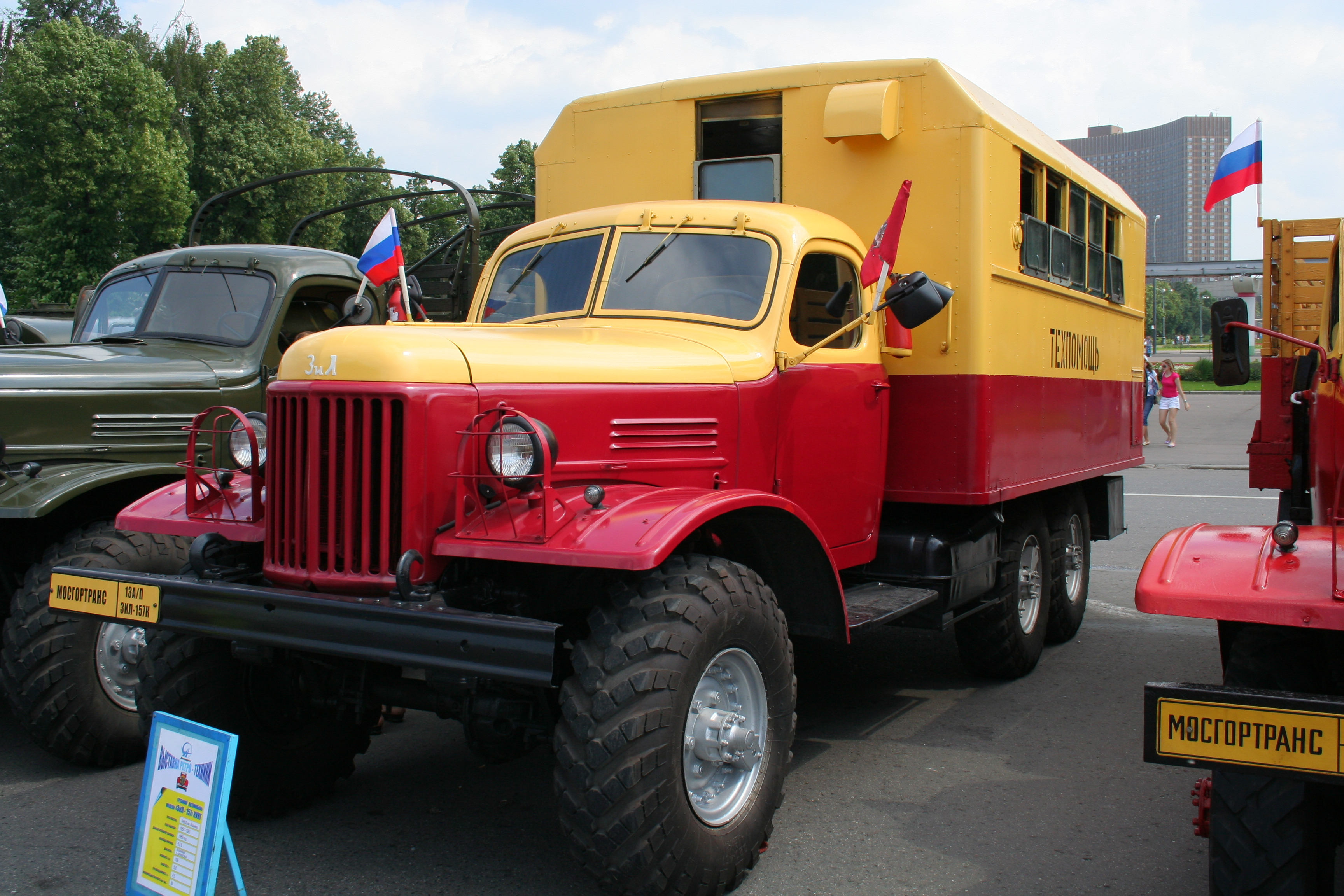
ZIL-157 KUNG
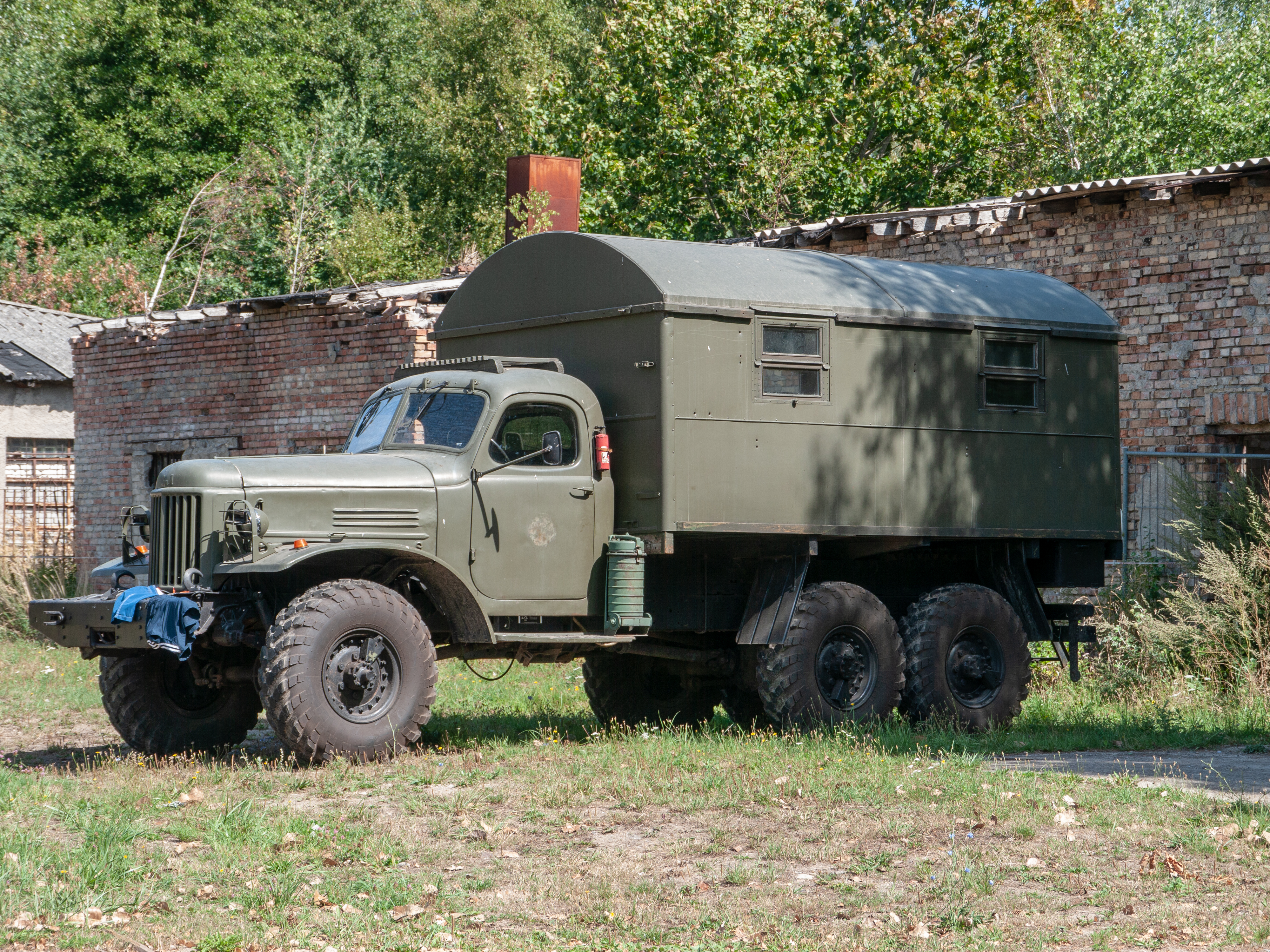
ZIL-157 KUNG
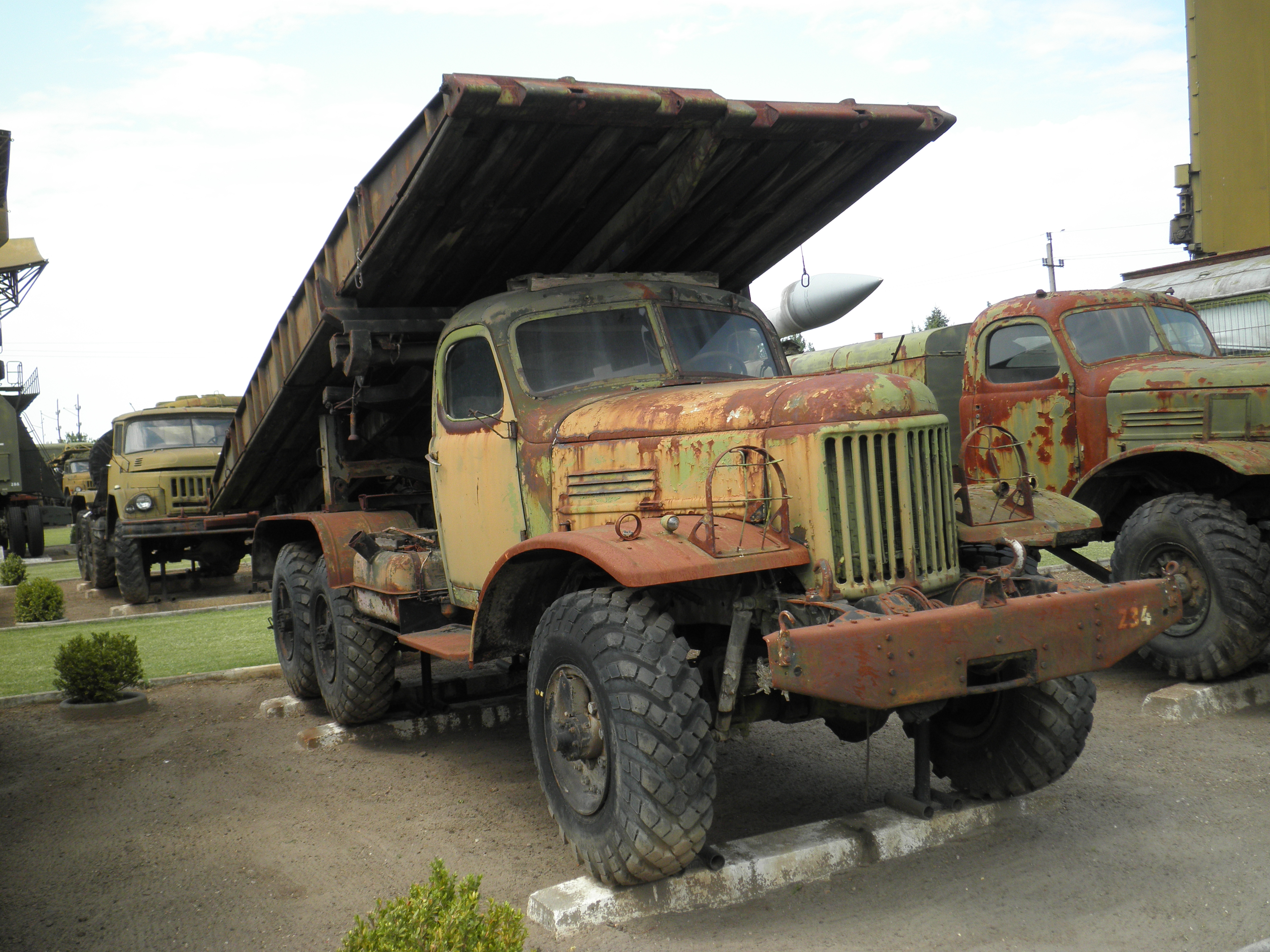
KMM
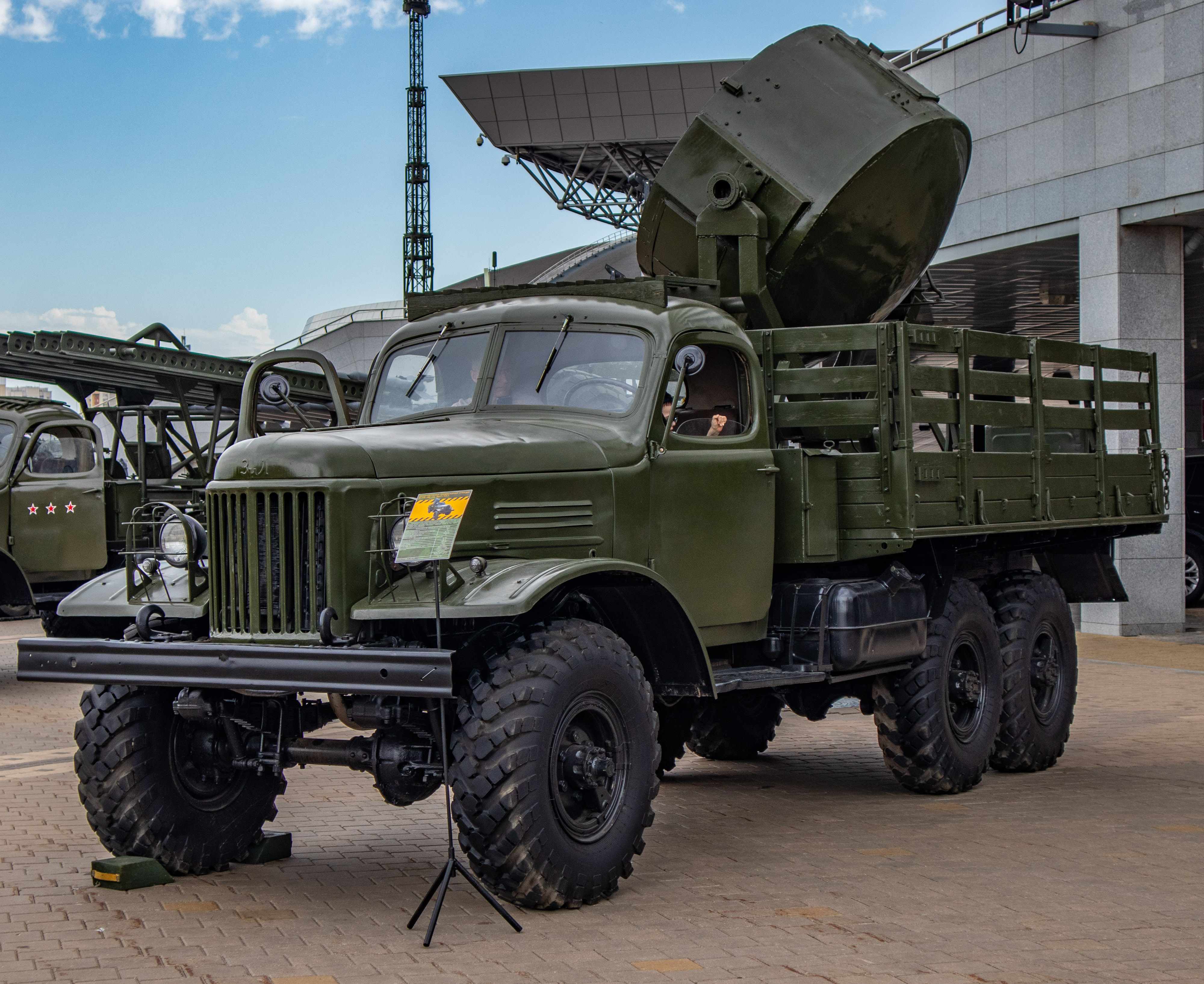
Hệ thống đèn rọi trên ZIL-157
Duyệt binh tên lửa